# Archibald Campbell (3e duc d'Argyll)
Pour les articles homonymes, voir Archibald Campbell et Campbell.
Archibald Campbell, 3e duc d'Argyll et 1er comte d'Ilay (juin 1682 - 15 avril 1761) est un noble écossais, homme politique, avocat, homme d'affaires et militaire. Il est connu sous le nom de Lord Archibald Campbell de 1703 à 1706 et de comte d'Ilay de 1706 à 1743, date à laquelle il est devenu duc. Il est le dirigeant politique dominant en Écosse à son époque.

## Jeunesse et carrière
Né à Ham House, Petersham, Surrey, il est le deuxième fils de Archibald Campbell (1er duc d'Argyll) (1658–1703) et de son épouse Elizabeth, fille aînée de Lionel Talmash, de Helmingham, dans le Suffolk. Il est le cousin germain de William Campbell.
Il fait ses études au Collège d'Eton, puis à l'Université de Glasgow, puis à l'Université d'Utrecht, où il étudie le droit civil. Il est nommé Lord High Treasurer of Scotland par la reine Anne en 1705.
Il soutient son frère, John Campbell (2e duc d'Argyll) (sur de nombreux sujets, notamment l'acte d'union), lui valant le titre de comte d'Ilay en 1706. À la suite du traité d'union, il est élu l'un des seize pairs écossais pour siéger à la Chambre des lords.
Sa carrière militaire, moins fructueuse que celle de son frère, est quelque peu distinguée. Il obtient le poste de colonel du 36e Régiment d'infanterie nouvellement formé en 1709 (jusqu'en 1710) et assiste son frère à la bataille de Sheriffmuir en 1715.

## Pouvoir politique
En 1711, il est nommé au Conseil privé. Beaucoup l'appelent "l'homme le plus puissant d’Écosse", du moins jusqu'à l'ère d'Henry Dundas. Le Premier ministre Robert Walpole confie à Campbell le contrôle du patronage royal en Écosse. Cela est devenu sa base de pouvoir; il l'utilise pour contrôler les votes des autres pairs écossais lors de l'élection de 16 pairs représentatifs du Parlement britannique à Londres .
Il joue un rôle essentiel dans l'établissement de la faculté de médecine de l'Université d'Édimbourg en 1726.
Il est l'un des fondateurs de la Royal Bank of Scotland en 1727 et est le premier gouverneur de la banque. Son portrait est apparu sur le devant de tous les Billets de banque en livres sterling et en filigrane, depuis qu'ils ont été redessinés en 1987. Le portrait est basé sur une peinture par Allan Ramsay, dans la Scottish National Portrait Gallery.

## Duc d'Argyll
Il succède à son frère comme duc d'Argyll en octobre 1743. Il travaille sur le château d'Inveraray, la propriété de son frère, qui est achevée dans les années 1750; cependant, il n'y a jamais vécu et il est décédé en 1761. Il est enterré à l'église paroissiale de Kilmun.
Il est marié à Anne Whitfield vers 1712, mais n'a aucun descendant masculin légitime à sa mort. Dans son testament, il laisse sa propriété anglaise à sa maîtresse Ann (née Shireburn) Williams. Ses titres sont transmis à son cousin, le fils du frère de son père, John Campbell (4e duc d'Argyll).
Le duc établit une propriété à Whitton Park, à Whitton, dans le Middlesex en 1722, sur un terrain à Hounslow Heath quelques années auparavant. Le duc est un jardinier enthousiaste et il importe un grand nombre d'espèces de plantes et d'arbres exotiques pour son domaine. Horace Walpole le surnomme le "Treemonger". À sa mort, bon nombre de ceux-ci, y compris des arbres matures, sont déplacés par son neveu, le troisième comte de Bute, dans le nouveau jardin de la princesse de Galles à Kew. Ceci est devenu plus tard Kew Gardens et certains des arbres du duc sont toujours visibles à ce jour. L'arbre à thé du duc d'Argyll est un arbuste importé qui porte son nom et qui s'est établi dans les haies vives de certaines parties de l'Angleterre.